# 非洲事務
《非洲事務》（英語：African Affairs）是英国牛津大學出版社代表英國皇家非洲學會出版的学术期刊，每季發行一期。該期刊經同行評審，內容包含非洲的政經、社會、環境、歷史等，每期还包括一节書評。
該期刊是非洲以及地區研究領域排名第一的期刊，也在政治學領域中排名。

## 歷史
該期刊於1901年創刊，與英國皇家非洲學會同时创立。創刊時名《非洲學會期刊》（African Society），1936年改為《皇家非洲学会期刊》（Journal of the Royal African Society，ISSN 0368-4016），1944年更為現名。
該期刊主題最初定為「非洲的諸多主題」，如族裔、勞工、族並、經濟、教育等，後增加政治、工業等內容。創刊前10年，文章的熱門主題是民族誌與語言，約佔期刊內容60%。
期刊的首位編輯為艾麗絲·維爾納，現今則為皮斯·阿佐·梅迪。
自2012年起， 非洲事務創立了非洲作者奖（African Author prize），該獎頒發給撰寫最佳文章的非洲學者、海外大學非裔博士生。

## 摘要和索引
根据期刊引证报告，该期刊2022年的影响因子为2.8。

## 另見
- 政治学期刊列表
- 威廉·休·比顿（英语：William Hugh Beeton）

## 外部連結
- 官方网站
- Royal African Society
- Journal of the African Society, 1901- (some fulltext) via HathiTrust